# Hof (Chur)

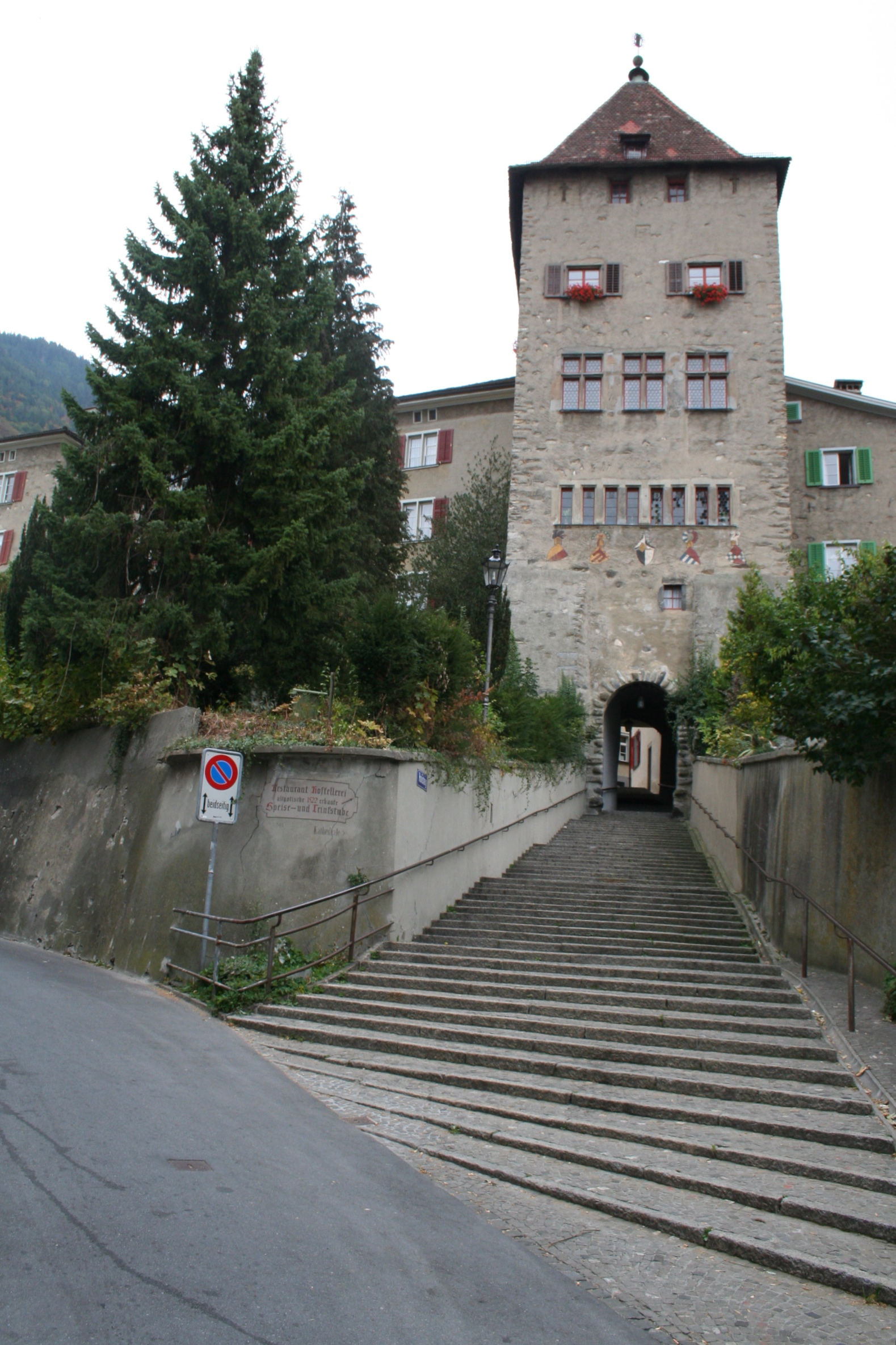
Ansicht 2009 von der Seite der Martinskirche

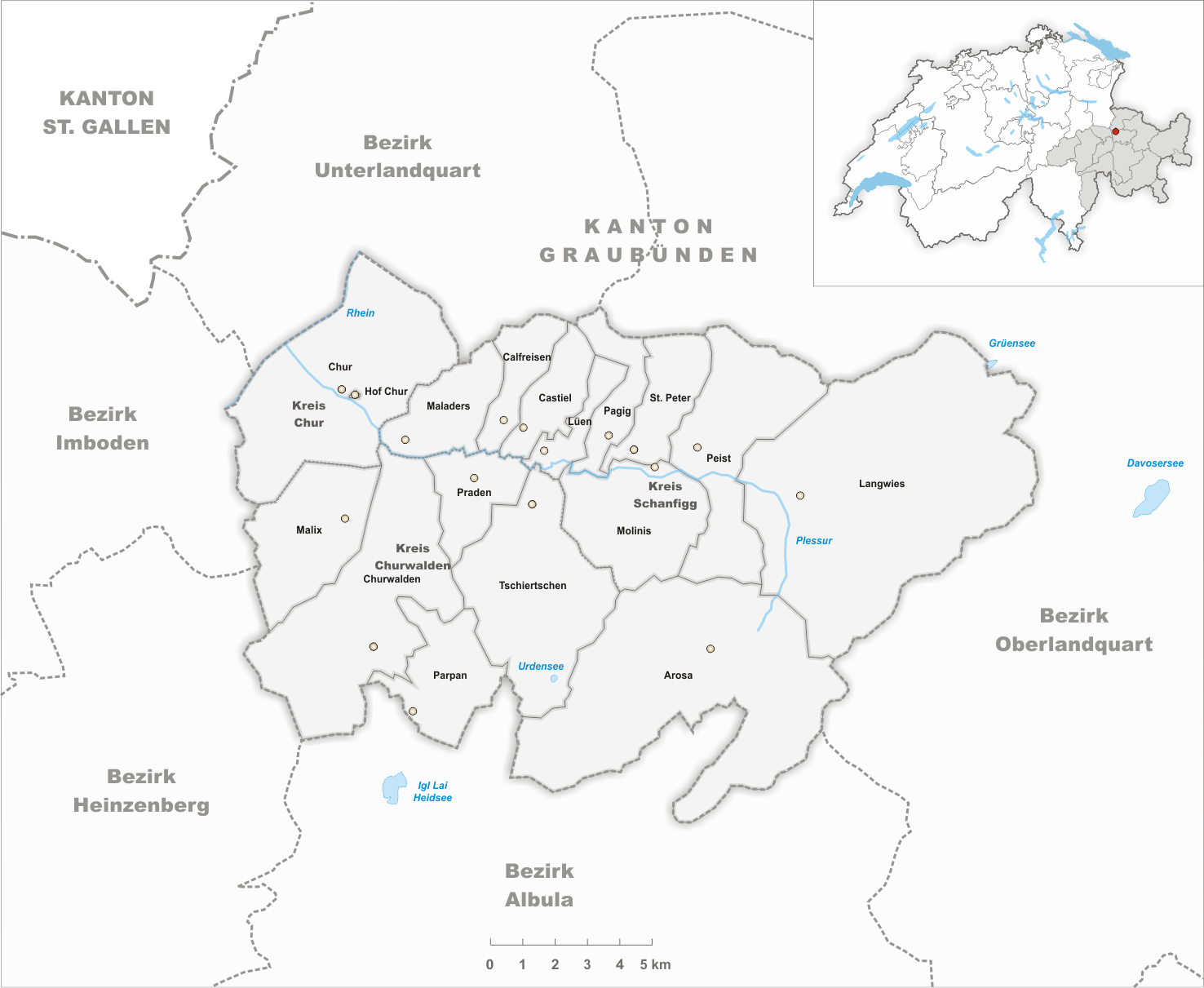
Gemeindestand vor der Fusion am 1. Januar 1852

Der Hof in Chur bezeichnet das Quartier oberhalb der Altstadt und der reformierten Martinskirche, das geprägt ist von der römisch-katholischen Kathedrale und dem Bischöflichen Schloss, der Residenz des Churer Bischofs.

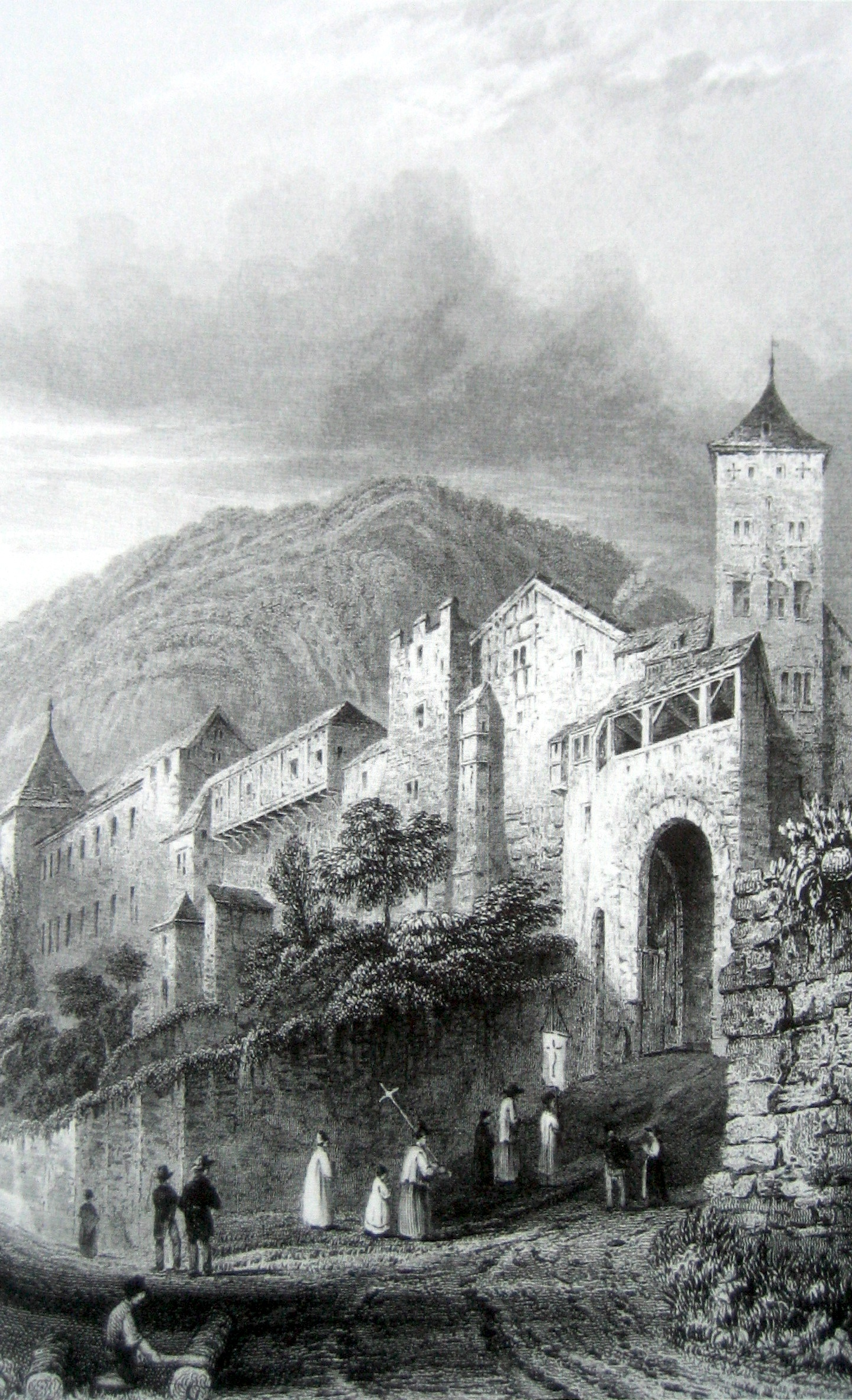
Aufgang zum Hof,
vor 1832

## Geschichte
Der Hof war bereits in vorrömischer Zeit besiedelt. 451 wurde er Bischofssitz mit einfacher Basilika. Im 8. Jahrhundert wurde die zweite Kathedrale errichtet, von der heute noch Marmorskulpturen erhalten sind. Die heutige Kathedrale wurde 1272 fertiggestellt.
Während im 16. Jahrhundert die Stadt Chur sich der Reformation anschloss, blieb der Hof eine katholische Enklave. Rechtlich begünstigt wurde dieser Umstand dadurch, dass der Hof bereits seit 1514 ein Reichslehen und damit ein von der Bürgerschaft unabhängiges Territorium war. Exklave des Hofs war der Marsöl. Die vollständige politische Eingemeindung der politischen Gemeinde Hof Chur in die Stadt Chur erfolgte 1852. Mit 5 ha war sie die flächenmässig kleinste Gemeinde, die es in der Schweiz seit 1850 je gab.
Am 13. Mai 1811 entwickelte sich durch Funkenwurf aus einem nicht bemerkten Mottbrand auf dem Schindeldach der Domdekanei ein verheerender Grossbrand, dem das Dekanat, das Kloster St. Luzi mit Kirche und Priesterseminar und Dach und Turm der Kathedrale zum Opfer fielen.

## Sehenswürdigkeiten
Die Bischofsgräber des 19. und 20. Jahrhunderts befinden sich auf der Portalseite der Kathedrale, weitere Gräber und das Burbaki-Denkmal auf der Ostseite der Kathedrale zu beiden Seiten der St. Luzistrasse.